# Подсосанье (Зачачьевское сельское поселение)
Подсосанье — деревня в Холмогорском районе Архангельской области.

## География
Находится в центральной части Архангельской области на расстоянии приблизительно 26 км на юг-юго-восток по прямой от села Емецк на левобережье реки Северная Двина.

## История
В 1905 году отмечалась как деревня Холмогорского уезда Архангельской губернии). До 2015 года входила в Зачачьевское сельское поселение, с 2015 по 2022 в Емецкое сельское поселение до его упразднения.

## Население
Численность населения: 171 человек (1905 год), 23 (русские 100 %) в 2002 году, 18 в 2019.